# Pukekura Falls
Die Pukekura Falls sind ein künstlicher mehrstufiger Wasserfall in der Stadt New Plymouth in der Region Taranaki auf der Nordinsel Neuseelands. Er liegt inmitten des 52 Hektar großen Pukekura Park.
Der Wasserfall wurde 1954 anlässlich des Besuchs von Königin Elisabeth II. und Prinz Philip eingeweiht. Der kürzeste Zugang ist derjenige vom Parkplatz am Ende der Liardet Street. Von hier aus leitet ein beschilderter Gehweg in wenigen Minuten zum Wasserfall.